# James Roosevelt

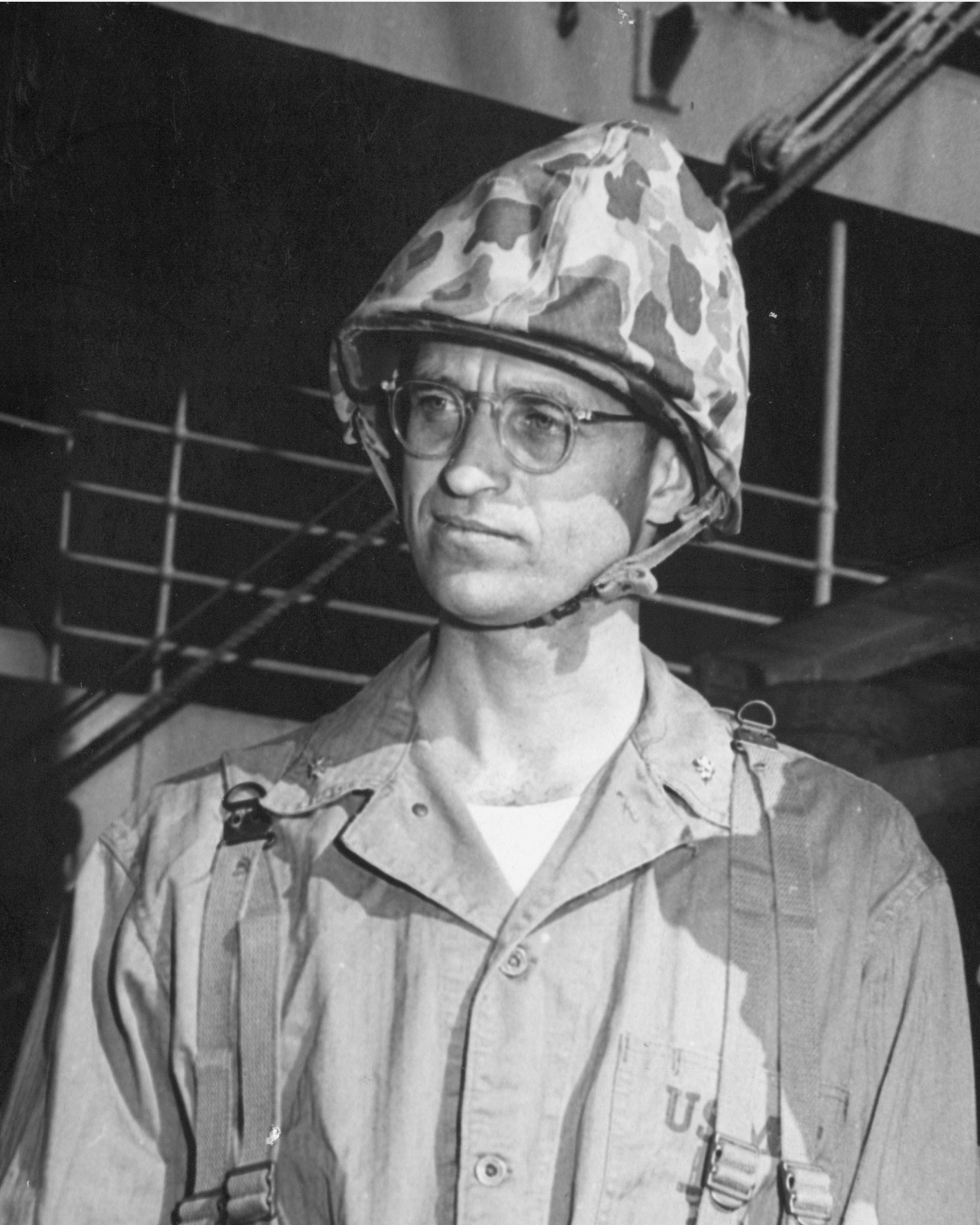
James Roosevelt als Lieutenant Colonel

James Roosevelt (* 23. Dezember 1907 in New York City, NY; † 13. August 1991 in Newport Beach, Kalifornien) war ein Brigadier General des US Marine Corps sowie Politiker der Demokratischen Partei. Er war der Sohn von US-Präsident Franklin D. Roosevelt und Eleanor Roosevelt.

## Leben
Seine Schulausbildung schloss James Roosevelt 1926 ab. Im Anschluss besuchte er die Harvard University und promovierte 1930. Seine militärische Laufbahn begann am 13. November 1936, als Roosevelt der Reserve des US. Marine Corps beitrat. Er bekleidete damals den Rang eines Lieutenant Colonel. Am  7. November 1940 trat James Roosevelt in den aktiven Dienst ein. Er kommandierte das 2. Bataillon, 10. Marines der 2. US-Marineinfanteriedivision. Im Zweiten Weltkrieg befehligte er das 2. Bataillon der Marine Raiders, einer Spezialeinheit des Marine Corps. Die Einheit nahm an den Kämpfen um die Gilbert-Inseln im August 1942 teil. James Roosevelt bekam nach der Schlacht für seine Tapferkeit das Navy Cross verliehen. Die Beförderung zum Colonel erfolgte im April 1944. Im weiteren Verlauf des Pazifikkrieges nahm er noch an der Schlacht um Okinawa teil. Neben dem Navy Cross wurde ihm noch der Silver Star verliehen. Im Oktober 1945 versetzte ihn das Marine Corps nach fünf Dienstjahren zur Reserve. 1959 wurde James Roosevelt zum Brigadier General der Reserve befördert.
James Roosevelt heiratete viermal in seinem Leben. In erster Ehe war er mit Betsey Cushing verheiratet. Nach der Scheidung im Jahre 1940 heiratete er im darauf folgenden Jahr Romelle Schneider. Nach erneuter Scheidung heiratete er 1956 Irene Owens. 1969 heiratete er in vierter Ehe Mary Winskill. Aus den vier Ehen stammen sieben Kinder:
- Sara Wilford (geborene Sara Delano Roosevelt, 13. März 1932)
- Kate Roosevelt Whitney (geboren 16. Februar 1936)
- James Roosevelt III (geboren 9. November 1945)
- Michael Anthony Roosevelt (geboren 7. Dezember 1946)
- Anna Eleanor Roosevelt (geboren 10. Januar 1948)
- Hall Delano Roosevelt (geboren 27. Juni 1959)
- Rebecca Mary Roosevelt (geboren 12. April 1971).

James Roosevelt starb 1991 im Alter von 83 an den Folgen eines Schlaganfalls und seiner Parkinson-Krankheit in Newport Beach.

## Nachkriegskarriere
Seine politische Laufbahn begann mit der Nominierung durch die Demokratische Partei für das Amt des Gouverneurs von Kalifornien. Er verlor jedoch die Wahl von 1950 gegen den republikanischen Amtsinhaber Earl Warren mit 64 gegen 35 Prozent der Stimmen deutlich. Danach nahm er an den Kongresswahlen im November 1954 teil und wurde in den 84. Kongress der Vereinigten Staaten als Abgeordneter für den 26. Kongresswahlbezirk des Staates Kalifornien gewählt. Er gehörte dem US-Repräsentantenhaus kontinuierlich bis zu seinem Rücktritt am 30. September 1965 an; früher in diesem Jahr hatte er sich vergeblich um die demokratische Nominierung für die Wahl zum Bürgermeister von Los Angeles beworben. Im Anschluss fungierte er bis zum Dezember 1966 als US-Gesandter beim Wirtschafts- und Sozialrat der Vereinten Nationen.
Roosevelt trat im Dezember 1966 von diesem Amt zurück, um leitender Angestellter der  Investors Overseas Services (IOS) in Genf zu werden. Er tat diesen Schritt trotz der seinerzeitigen Untersuchung seitens der U.S. Securities and Exchange Commission gegen IOS wegen des Verdachts zahlreicher Unregelmäßigkeiten. Er blieb in dem Unternehmen selbst noch, als Robert Vesco die Kontrolle übernommen und sich mit etwa 200 Millionen Dollar abgesetzt hatte. Roosevelt schrieb dazu später: "Sobald ich die Situation so sah, wie sie war, trat ich 1971 zurück.  Allerdings wurde  gegen Roosevelt und mehrere andere Anklage erhoben. Roosevelt kehrte nach Kalifornien zurück und ließ sich in Newport Beach nieder. Die Anklage wurde fallen gelassen.
Obwohl er sein Leben lang Demokrat war, schloss sich Roosevelt den Democrats for Nixon an und unterstützte den republikanischen Kandidaten Nixon 1972. Er unterstützte auch den republikanischen Kandidaten Ronald Reagan  1980 und 1984.